# Бакулин, Алексей Венедиктович
Алексе́й Венеди́ктович Баку́лин (22 марта 1899 года, Санкт-Петербург — 7 марта 1939 года, Москва) — советский партийный и государственный деятель. Народный комиссар путей сообщения СССР. Депутат Верховного Совета СССР 1 созыва.

## Биография

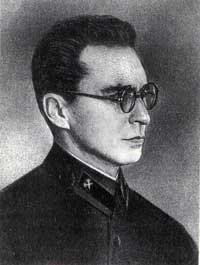
А. В. Бакулин

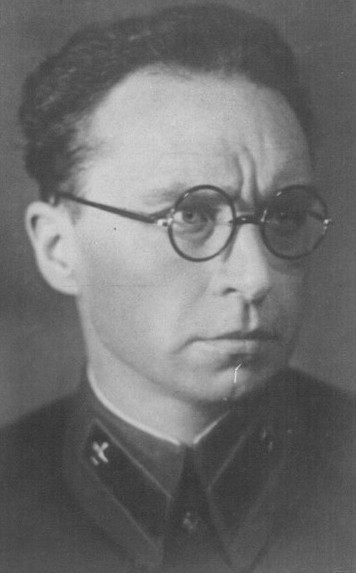
А. В. Бакулин, 1938 г.

Алексей Венедиктович Бакулин родился 22 марта 1899 года в Санкт-Петербурге, где его отец проходил воинскую службу, а после увольнения отца семья вернулась в родные места под Миасс.
В 1916 году закончил Миасское высшее начальное городское училище, после чего работал на местном заводе чертежником-копировальщиком и помощником слесаря. С октября 1916 года был инструктором Всероссийской земской переписи в Оренбургской губернии. В феврале 1918 года вступил в ряды РСДРП(б) и в марте того же года стал редактором городской газеты «Известия» города Миасский завод.
В мае 1918 года Бакулин вступил в ряды РККА и с июня служил комиссаром и адъютантом в различных частях на Урале, а с сентября — инспектором по хлебной монополии 3-й армии. В том же году был назначен на должность военного комиссара артиллерии 30-й стрелковой дивизии, в 1920 году — на должность начальника политотдела 2-й Иркутской и на должность военкома-начальника политотдела 1-й Забайкальской дивизии, а в 1921 году — на должность начальника Политуправления Приамурского и Дальневосточного фронтов. В это же время избирался членом Учредительного собрания Дальневосточной республики и принимал участие в боевых действиях против войск под командованием атамана Семёнова и барона Унгерна.
С 1922 года служил начальником агитационного отдела и военком 10-й кавалерийской дивизии и начальником Центрального Омского клуба командиров РККА, а с 1923 года — заместителем начальника политотдела 35-й стрелковой дивизии, а затем начальником политотдела 6-й Алтайской кавалерийской бригады.
Осенью 1924 года Бакулин был направлен на учёбу на Высшие военно-политические академические курсы имени Н. Г. Толмачёва, после окончания которых в мае 1925 года находился в распоряжении разведуправления штаба РККА, а затем был направлен в Китай, где служил военным советником, в Центральной группе советских военных советников, а также преподавал в специальной школе, где обучались кадры для китайской армии. С 1926 по 1927 годы работал на должности Вице-консула Генерального консульства СССР в Ханькоу.
В 1927—1929 годах учился на Восточном факультете Военной академии РККА имени М. В. Фрунзе.
С июня 1929 года проходил стажировку в войсках на должности помощника по разведке начальника оперативной части штаба 35-й стрелковой Сибирской дивизии, а затем находился в распоряжении Разведуправления штаба РККА и в январе 1930 года был направлен консулом в Китай.
В июле 1931 года был назначен на должность референта 2-го Восточного отдела Наркомата иностранных дел СССР, а затем — на должность помощника заведующего организационно-распределительным отделом ЦК ВКП(б). В сентябре 1933 года Бакулин был переведён в аппарат Наркомата путей сообщения, где был назначен на должность заместителя начальника политотдела Закавказской железной дороги, в 1934 году — на должность помощника начальника политуправления Наркомата путей сообщения по кадрам, в том же году — на должность ответственного инструктора и заведующего сектором транспортного отдела ЦК ВКП(б), в 1935 году — на должность начальника политотдела Московско-Казанской железной дороги, в 1936 году — на должность начальника Ленинской железной дороги, а в июле 1937 года — на должность заместителя народного комиссара путей сообщения СССР по политической части.
Алексей Венедиктович Бакулин 22 августа 1937 года был назначен на должность народного комиссара путей сообщения СССР, однако 5 апреля 1938 года был снят с должности как несправившийся с работой, а 23 июля 1938 года арестован.
7 марта 1939 года Военной коллегией Верховного суда СССР Бакулин был признан виновным в шпионаже, участии в контрреволюционной организации, подготовке террористического акта и приговорён к высшей мере наказания. Расстрелян в тот же день. Посмертно был реабилитирован 25 августа 1956 года.

## Награды
- орден Ленина (4 апреля 1936 года).